# 澳大利亚农业公司
澳大利亚农业公司（Australian Agricultural Company；缩写：AACo）是一家澳大利亚上市公司，在昆士兰和北领地经营的饲养场和农场，面积达1700万英亩。

## 历史

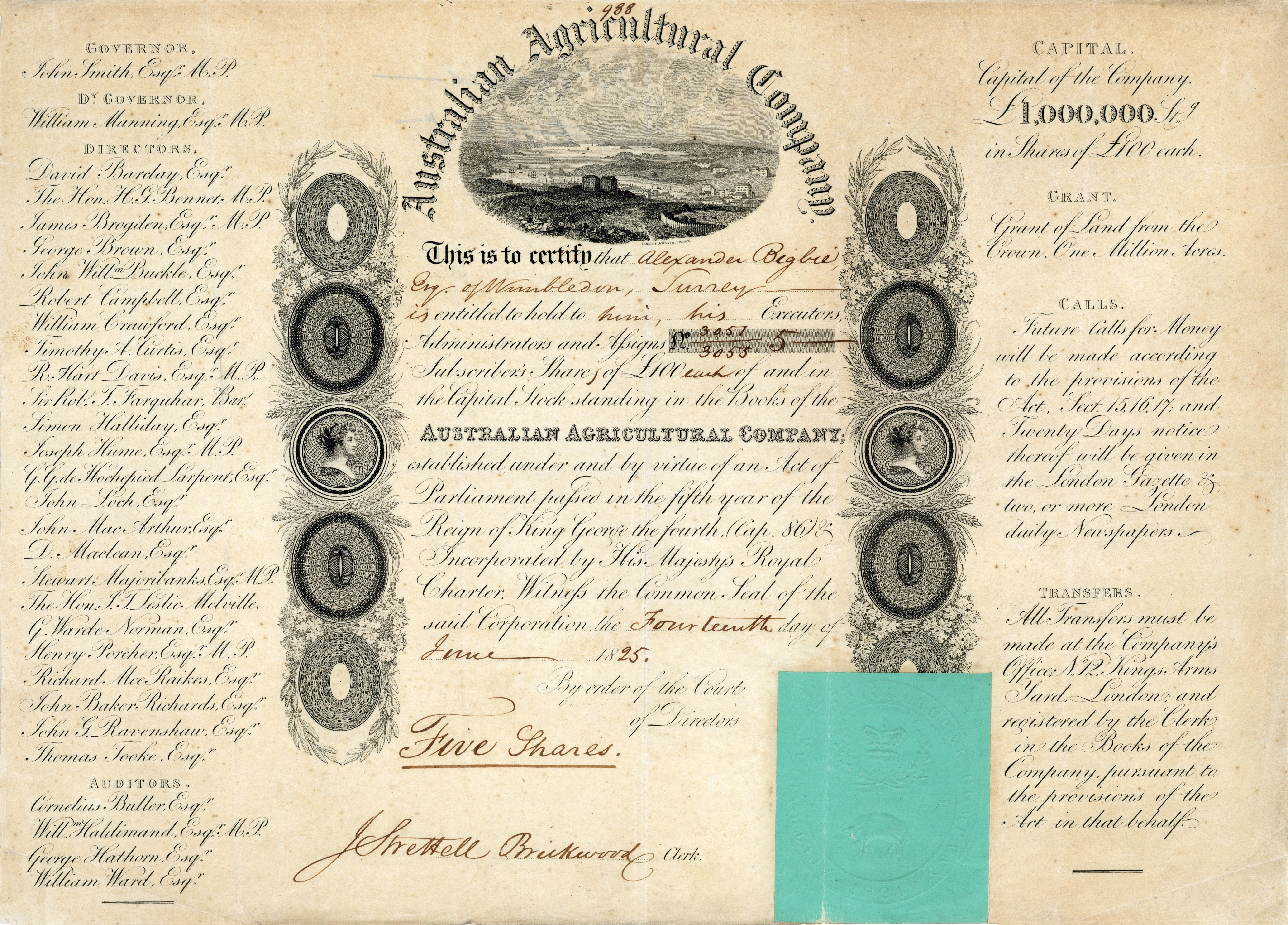
1825年6月14日的澳大利亚农业公司认股书，5股，每股100英镑

约翰·比格在1819年至1823年间对新南威尔士殖民地进行调查后，英国议会决定成立澳大利亚农业公司，公司于1824年11月1日根据皇家宪章成立，用于开发新南威尔士州以及生产出口到英国的优质美利奴羊毛。大约400名英国投资者（包含国会议员等）投资了100万英镑，政府赠给它100万英亩的土地，地点任选。